# دیگو لوپز بریجو
دیگو لوپز بریجو (انگلیسی: Diego López؛ زادهٔ ۲۲ اوت ۱۹۷۴) بازیکن سابق فوتبال اهل اروگوئه است که در پست مدافع بازی می‌کرد. او در حال حاضر مدیر باشگاه ورزشی بارسلونا است. 
وی همچنین در تیم ملی فوتبال اروگوئه بازی کرده‌است.